# Platygerrhus algonquinia
Platygerrhus algonquinia är en stekelart som först beskrevs av Girault 1917.  Platygerrhus algonquinia ingår i släktet Platygerrhus och familjen puppglanssteklar. Inga underarter finns listade i Catalogue of Life.